# Пшичо
Пшичо (адыг. Пщычэ́у) — аул в Шовгеновском муниципальном районе Республики Адыгея. Административный центр Хатажукайского сельского поселения.

## География
Аул находится на левом берегу реки Фарс, напротив аула Хатажукай, на расстоянии 7 км к северо-востоку от аула Хакуринохабль, административного центра района.

## История
Основан в 1840 году. В переводе с адыгейского пщы — «князь», чэу — «ограда, плетень». То есть пщычэу — это группа людей, которые постоянно находятся в доме князя, его охрана.

## Население
| 2002  | 2010  | 2013  | 2014  | 2015  | 2016  | 2017  |
| ----- | ----- | ----- | ----- | ----- | ----- | ----- |
| 1042  | ↗1101 | ↘1083 | →1083 | →1083 | ↘1070 | ↘1060 |
| 2018  | 2019  | 2020  | 2021  | 2023  | 2024  |       |
| ↘1040 | ↗1053 | ↗1057 | ↗1114 | ↘1106 | ↗1107 |       |

### Национальный состав
По данным Всероссийской переписи 2021 года:
| Народ               | Численность, чел. | Доля от всего населения, % |
| ------------------- | ----------------- | -------------------------- |
| адыги (черкесы)     | 1 011             | 90,76 %                    |
| русские             | 66                | 5,92 %                     |
| другие / не указано | 37                | 3,32 %                     |
| всего               | 1 114             | 100,0 %                    |

## Улицы
| - ул. Бленегапцева, - ул. Боташева, - ул. Братьев Шаовых, - ул. Восточная, - ул. Выгонная, - пер. Дачный, - ул. Жароковой, | - ул. Короткая, - ул. Ленина, - ул. Лесная, - ул. Лесостепная, - ул. Новосёлов, - пер. Почтовый, - ул. Пришкольная, | - ул. Прогонная, - ул. Речная, - ул. Северная, - ул. Степная, - ул. Хаткова, - пер. Школьный, - ул. Южная. |